# Дубниця-над-Вагом
Дубніца-над-Вагом (часто Дубниця-над-Вагом, словац. Dubnica nad Váhom, угор. Máriatölgyes) — місто, громада в окрузі Ілава, північно-західна Словаччина. Кадастрова площа громади — 49,137 км². Населення — 24 068 осіб (за оцінкою на 31 грудня 2017 р.).
Перша згадка 1193 року.

## Населення
| Рік:            | 1994.  | 2004.   | 2014.   | 2024.    |
| --------------- | ------ | ------- | ------- | -------- |
| Кількість осіб: | 26 025 | 25 734  | 24 721  | 21 732   |
| Різниця:        |        | -1,11 % | -3,93 % | -12,09 % |

| Рік:            | 2023.  | 2024.   |
| --------------- | ------ | ------- |
| Кількість осіб: | 21 805 | 21 732  |
| Різниця:        |        | -0,33 % |

## Відомі люди
На міському цвинтарі (сектор С, номер 912) похований поручик 2-ї стрілецької Запорізької бригади 1-ї Запорізької дивізії Армії УНР, молодший старшина кінної сотні штабу бригади
Михайло Зінченко.